# 八重樫正彦
八重樫 正彦（やえがし まさひこ、1945年9月9日 - ）は日本の技術者、実業家。日揮株式会社代表取締役社長や、同社取締役副会長を務めた。

## 来歴・人物
高知県出身、本籍は岩手県北上市。八重樫義雄・寿の長男。1964年東京都立青山高等学校を経て、1969年東北大学工学部土木工学科卒業、日揮入社。国際事業本部プロジェクト部長を経て、2000年取締役に昇格。2002年常務取締役。2004年専務取締役。2006年取締役副社長。2008年代表取締役副社長兼プロジェクト統括担当役員（CPO）。2009年から代表取締役社長兼最高執行責任者（COO）を務め、プラント建設事業以外の事業の開拓にあたった。2011年取締役副会長。